# Smålands artilleriregemente
Smålands artilleriregemente (A 6) var ett artilleriförband inom svenska armén som verkade i olika former åren 1895–1985. Förbandsledningen var förlagd i Jönköpings garnison i Jönköping.

## Historia

### Bildandet
Smålands artilleriregemente, eller som det från början hette № 6 Andra Göta artilleriregemente, bildades den 1 oktober 1895 genom att två batterier ur Första Göta artilleriregemente och ett batteri ur Wendes artilleriregemente sammanfördes till ett nytt artilleriregemente. Inledningsvis förlades artilleriregementet till Göteborg, där man övertog de gamla artillerikasernerna i Otterhällan. Inför 1892 års riksdag, där riksdagen beslutade om de värvade artilleriregementen, hade valet om garnisonsstad stått mellan Jönköping och Linköping. Där artilleriregementets lokalisering gav upphov till en politisk strid mellan de två städerna, det genom försök att överträffa varandra med hur mycket bidrag som skulle lämnas till uppförandet av ett kasernetablissement. Men där även Linköping lyfte fram garnisonssamordningar i form av samövning med infanteriet.

### Flytten till Jönköping
År 1898 lämnade artilleriregementet Göteborg och marscherade in i Jönköping, där det förlades till ett nyuppfört kasernetablissement. För att tydliggöra regementets anknytning till staden, antogs den 2 februari 1905 namnet Smålands artilleriregemente.

### Ordningsnumret
I samband med 1914 års härordning justerades 1914 samtliga ordningsnummer inom armén. För Smålands artilleriregemente innebar det att regementet blev tilldelad beteckningen A 6. Justeringen av beteckningen gjordes för att särskilja regementen och kårer mellan truppslagen. Det med bakgrund till att namn och nummer som till exempel № 3 Livregementets grenadjärkår och № 3 Livregementets husarkår kunde förefalla egendomliga för den som inte kände till att förbanden ifråga tillhörde skilda truppslag.

### 1925 års försvarsbeslut
Genom försvarsbeslutet 1925 beslutade riksdagen att Smålands artilleriregemente skulle avvecklas och utgå ur freds- och krigsorganisationen den 31 december 1927. Vidare skulle Positionsartilleriregementet omorganiseras bland annat genom att ballongformationer ur ingenjörtrupperna skulle överföras till Positionsartilleriregementet, som då samtidigt skulle bilda ett arméartilleriregemente. I praktiken blev det dock att Positionsartilleriregementet sammanslogs den 1 januari 1928 med Smålands artilleriregemente och antog namnet Smålands arméartilleriregemente (A 6). År 1942 återtogs namnet Smålands artilleriregemente.

### OLLI-reformen
Genom försvarsbeslutet 1972 beslutades det om en minskning av personalen inom försvaret, vilket mynnade ut i OLLI-reformen. Reformen syftade till en organisationsförändring på lägre regional och lokal nivå inom armén och marinen, där försvarsområdesstaberna sammanslogs med ett förband och bildade ett så kallat försvarsområdesregemente. Smålands artilleriregemente tillhörde vid denna tidpunkt Kalmar- och Växjö försvarsområde (Fo 18/16), men flyttades över till det återetablerade Jönköpings försvarsområde (Fo 17), vilket kom från och med den 1 juli 1974 att ledas från Norra Smålands regemente (I 12), vilket medförde att Smålands artilleriregemente organiserades till ett utbildningsförband, ett så kallat B-förband. Regementets mobiliserings- och materialansvar överfördes till Norra Smålands regemente, som blev ett försvarsområdesförband, ett så kallt A-förband.

### 1974 års regeringsform
I samband med att 1974 års regeringsform trädde i kraft den 1 januari 1975, ändrades namnet från Kungliga Smålands artilleriregemente till enbart Smålands artilleriregemente. Samtidigt fråntogs Konungen den formella rollen som högste befälhavare för krigsmakten, vilket även kom att gälla rollen som förbandschef över gardesförbanden. Från den 1 januari 1975 blev monarken istället hederschef över gardesförbanden.

### Försvarsbesluten
Inför försvarsbeslutet 1977 ansågs det finnas ett överskott på utbildningsplatser inom artilleriet. Försvarets fredsorganisationsutredning ansåg att artilleriregementet i Linköping utgjorde det största överskottet, men även artilleriregementena i Boden och Östersund ansågs bidra till överskottet. Utredningen ansåg att det var viktigare att artilleriförbandens olika komponenter samövade under grundutbildningen, framför att tillgodoses ett behov av samövning mellan artilleriet och andra truppslag. Därmed menade utredningen att ett artilleriförband skulle kunna avvecklas, så att den årliga utbildningskontingenten vid artilleriet kunde anpassas till en fältstark artilleribataljon vid respektive artilleriregemente. Norrlands artilleriregemente (A 4), Gotlands artilleriregemente (A 7), Bodens artilleriregemente (A 8/Fo 63) och Bergslagens artilleriregemente (A 9) var på grund av regionalpolitiska förhållanden undantagna för besparingssyften. Gällande Svea artilleriregemente (A 1) och Wendes artilleriregemente (A 3) ansågs de på grund av sina utbildningsuppgifter hårt knutna till sina respektive militärområden. Därmed återstod endast Smålands artilleriregemente att utreda för en avveckling. Smålands artilleriregemente utgjorde tillsammans med Artilleriets kadett- och aspirantskola (ArtKAS) en solitär i Jönköping. Därmed ansåg utredningen att hela kasernetablissementet i Jönköping skulle lämnas vid en minskning av fredsorganisationens driftkostnader. Dock ansåg utredningen att nackdelarna mot de förväntade kostnadsminskningar talade för att Smålands artilleriregemente skulle kvarstå, med förutsättning att Skillingaryds skjutfält förbättras, något som även biträdes av överbefälhavaren och chefen för armén.
Inför försvarsbeslutet 1982 förespråkade ÖB Lennart Ljung att avveckla ett artilleriregemente, med hänvisning till att det under mitten av 1980-talet skulle uppstå ett överskott på 1.200 utbildningsplatser inom artilleriet. Valet kom då att stå mellan de syd- och mellansvenska artilleriregementena. Redan tidigt så stod det klart att Svea artilleriregemente (A 1) eller Smålands artilleriregemente skulle avvecklas. I södra och mellersta Sverige undantogs både Wendes artilleriregemente (A 3) och Bergslagens artilleriregemente (A 9) från en avveckling. För Wendes artilleriregemente berodde det på att pansarartilleriutbildningen skulle vara kvar i Skåne. Bergslagens artilleriregemente undantogs dels av regionalpolitiska skäl, men även på grund av dess närhet till Sveriges två största skjutfält, Älvdalens skjutfält och Villingsbergs skjutfält. Att det sedan blev Smålands artilleriregemente som avvecklades och inte Svea artilleriregemente i Linköping, berodde på den integration som förelåg mellan Svea artilleriregemente (A 1) och Livgrenadjärregementet (I 4) i Linköping, då de bland annat hade ett gemensam kasernområde. Något som Linköping 90 år tidigare hade angett som motiv till att få knyta till sig det regemente som nu skulle avvecklas.
Genom proposition 1981/1982:102 beslutades det om en avveckling av Smålands artilleriregemente och Miloverkstaden i Jönköping (MVJ). Artilleriets officershögskola (ArtOHS) som hade sin stab i Jönköping, omlokaliserades till Bergslagens artilleriregemente (A 9) i Kristinehamn. Regementets skjutfält, Skillingaryds skjutfält, undantogs från avveckling. Smålands artilleriregemente avvecklades officiellt lördagen den 30 juni 1985, då överste Lars Carlson lämnade av regementet till ÖB, general Lennart Ljung. Från den 1 juli 1985 övergick regementet till A 6 avvecklingsorganisation. I november 1985 var avvecklingen av regementet färdig och A 6 avvecklingsorganisation upplöstes därmed i sin tur.

## Förläggningar och övningsplatser

### Förläggning
Den 1 oktober 1895 bildades regementet officiellt och förlades till Göteborg. Dock så hade en expedition organiserats redan den 25 april 1894 i Stockholm, vilken då varit förlagd vid Svea artilleriregemente kaserner på Valhallavägen. I Göteborg var regementet förlagda till Första Göta artilleriregemente före detta förläggning på Kaserntorget 11 i Otterhällan (efter 1904 känt som Kungshöjd). Den 6 april 1898 flyttade regementet officiellt in i det nyuppförda kasernområdet på Kompanigatan 6 i Jönköping. Inflyttningen i Jönköping hade dock pågått sedan den 4 februari 1898. Under 1905 gjordes vissa tillbyggnader, och 1942 uppfördes två nya kaserner. År 1928 övertog även regementet den övningsmark som förvaltats och tillhört Jönköpings regemente.
Efter att regementet var avvecklat, köpte Jönköpings kommun 365 hektar av totalt 370 hektar för 12 miljoner kronor. Commercial City Center AB köpte sedan 25 hektar av marken, den del med bland annat kasernbyggnaderna. I april 1987 omvandlades regementsområdet till köpcentrumet A6 Center, vilket består av ett köpcentrum och kontorslokaler i de före detta kasernerna.

### Övningsplatser
Regementet hade sin övningsplats från 1896 på Tånga Hed och från den 6 juni 1898 i Skillingaryds skjutfält. Regementet hade även under åren 1940–1945 övningsverksamhet vid Kronheden i Barnarps landskommun i Jönköping. Den 1 juli 1985 övergick förvaltningen av Skillingaryds skjutfält till Norra Smålands regemente (I 12/Fo 17).

## Heraldik och traditioner
Minnet av regementet kom efter avvecklingen att föras vidare av Norra Smålands regemente (I 12). Från den 1 juli 2000 vårdas Smålands artilleriregementes traditioner av Artilleriregementet (A 9).

### Förbandsstandar
Regementet tilldelades ett förbandsstandar av kung Gustav V på hans födelsedag den 16 juni 1938. 

### Kamratförening
Vid Smålands artilleriregemente bildades den 6 juni 1936 kamratföreningen Smålandsartillerister, vilken är en ideell förening och öppen för alla som önskar att vidmakthålla och utveckla samhörigheten mellan människor med anknytning till förbandet, vidare vårdar föreningen förbandets minne och traditioner. Till kamratföreningen finns även en underavdelning i Stockholm, Club A 6.

## Förbandschefer
Förbandschefer verksamma vid regementet åren 1895–1985.

- 1895–1898: Gottschalk Geijer
- 1898–1899: Jacques de Laval
- 1899–1902: Otto Virgin
- 1902–1902: Carl Grönvall (Tf.)
- 1902–1908: Axel Olof Staël von Holstein
- 1908–1915: David Hedengren
- 1915–1922: Ludvig Hammarskiöld
- 1922–1927: Bo Tarras-Wahlberg
- 1928–1931: Johan Georg Sylvan
- 1931–1932: Per Sylvan
- 1932–1937: Sven Hjalmar Thorén
- 1937–1942: Johan Gustaf Henning Schmiterlöw
- 1942–1949: Raoul Årmann
- 1949–1949: Curt Kempff (Tf.)
- 1949–1951: Hilding Kring
- 1951–1957: Ivan Thorson
- 1957–1957: Nils-Ivar Carlborg (Tf.)
- 1957–1964: Walter Lundqvist
- 1964–1970: Sten-Olle Tegmo
- 1970–1973: Claes Carlsten
- 1973–1976: Gösta Gärdin
- 1976–1976: Åke Hessler (Stf.)
- 1976–1980: Sten Geijer
- 1980–1982: Fredrik Lilliecreutz
- 1982–1985: Lars Carlson

## Namn, beteckning och förläggningsort
| Kungl. Andra Göta artilleriregemente   | 1894-10-01 | – | 1905-02-01 |
| Kungl. Smålands artilleriregemente     | 1905-02-02 | – | 1927-12-31 |
| Kungl. Smålands arméartilleriregemente | 1928-01-01 | – | 1942-09-30 |
| Kungl. Smålands artilleriregemente     | 1942-10-01 | – | 1974-12-31 |
| Smålands artilleriregemente            | 1975-01-01 | – | 1985-06-30 |
| Avvecklingsorganisation                | 1985-07-01 | – | 1985-11-?? |

| № 6 | 1894-10-01 | – | 1914-09-30 |
| A 6 | 1914-10-01 | – | 1985-06-30 |

| Stockholms garnison (F)     | 1894-04-25 | – | 1895-09-30 |
| Göteborgs garnison (F)      | 1895-10-01 | – | 1898-04-05 |
| Jönköpings garnison (F)     | 1898-04-06 | – | 1985-06-30 |
| Tånga Hed (Ö)               | 1896-??-?? | – | 1898-06-05 |
| Skillingaryds skjutfält (Ö) | 1898-06-06 | – | 1985-06-30 |

## Galleri

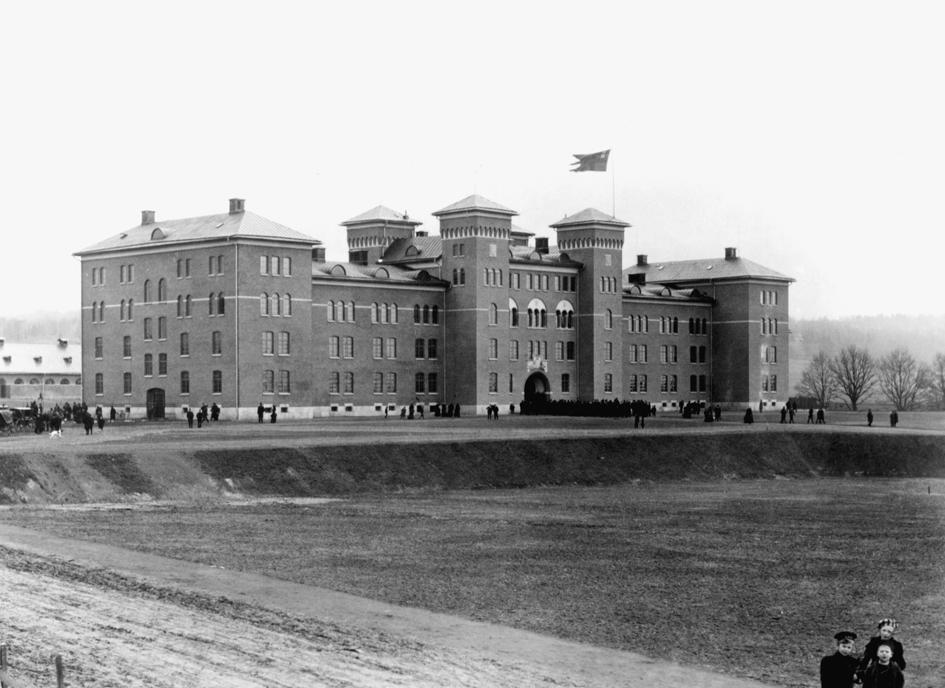
Vy över Smålands artilleriregementes kasernbyggnad från 1898.
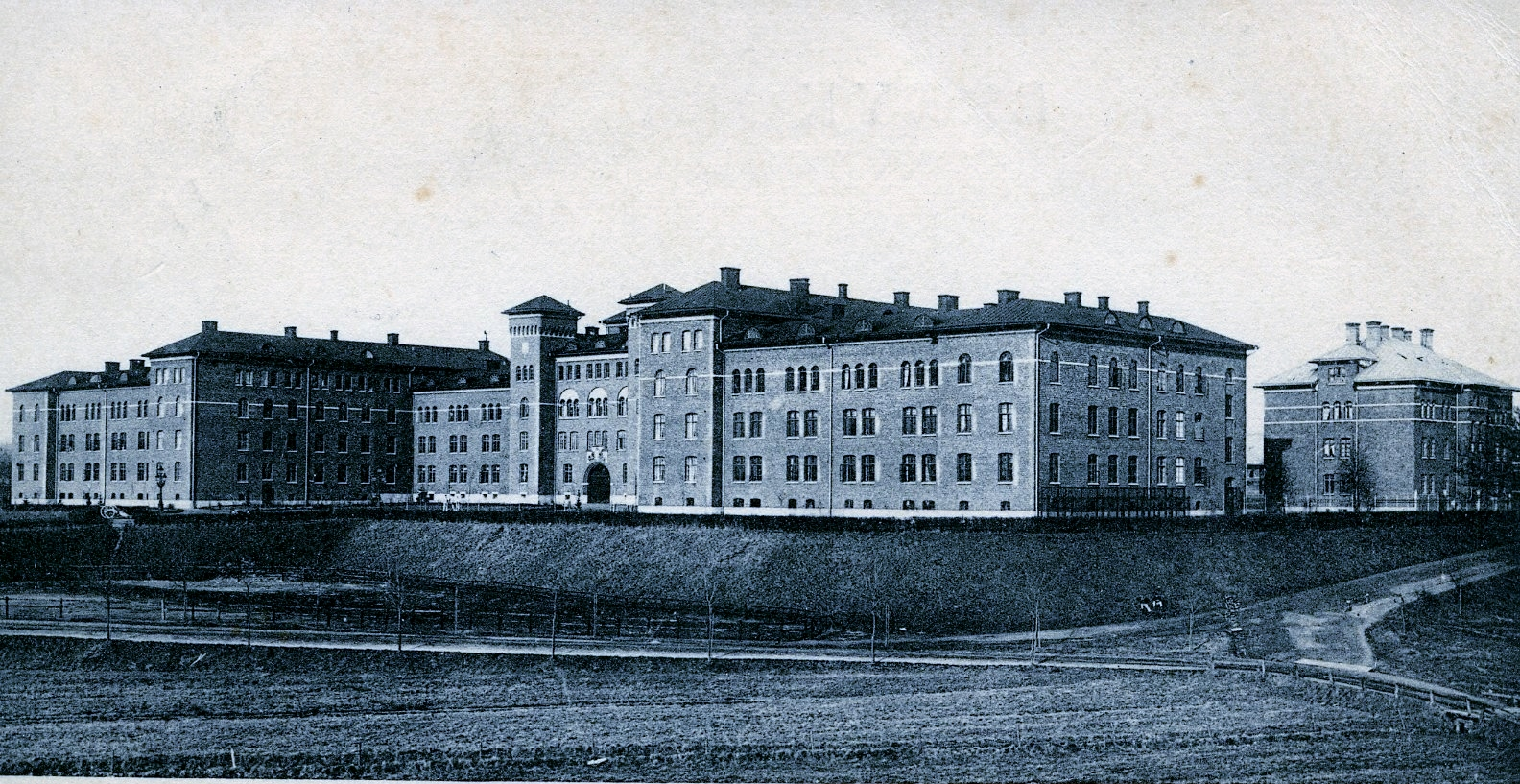
Vy över Smålands artilleriregementes kaserner. Troligen runt 1909.
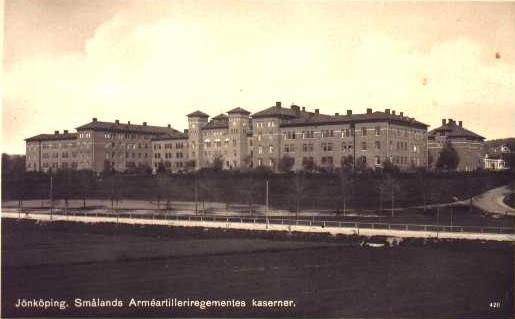
Vy över Smålands artilleriregementes kaserner. Troligen 1930-1940-tal.
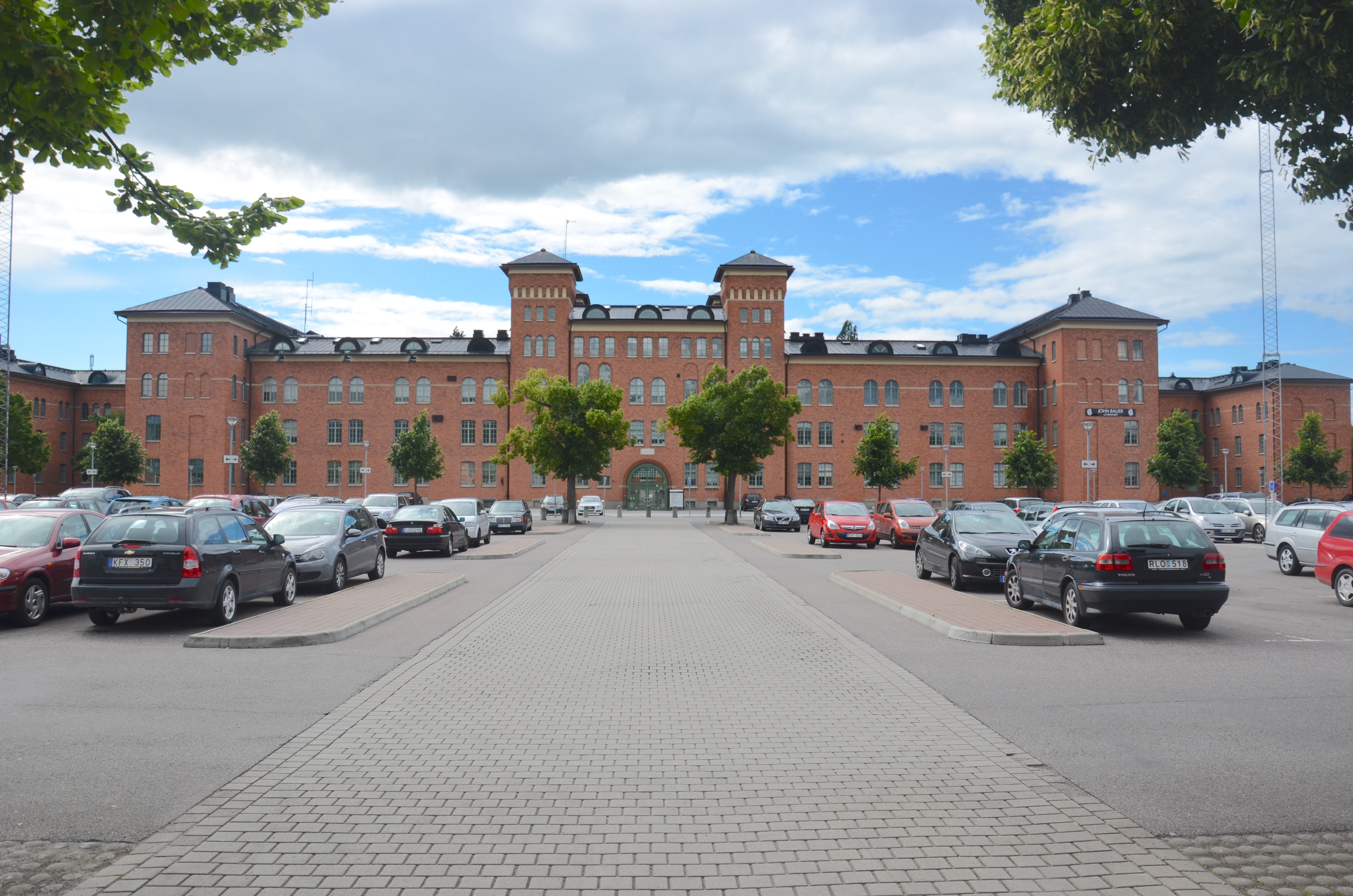
Vy över Smålands artilleriregementes kaserner 2012.
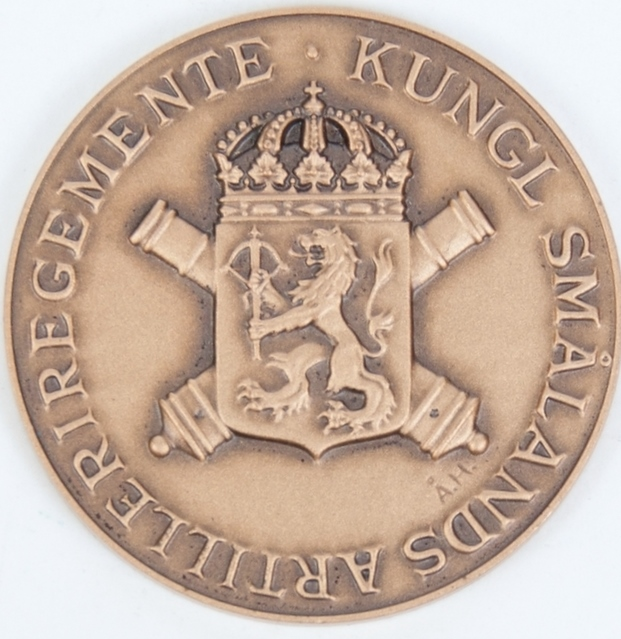
Förtjänstmedalj i guld.
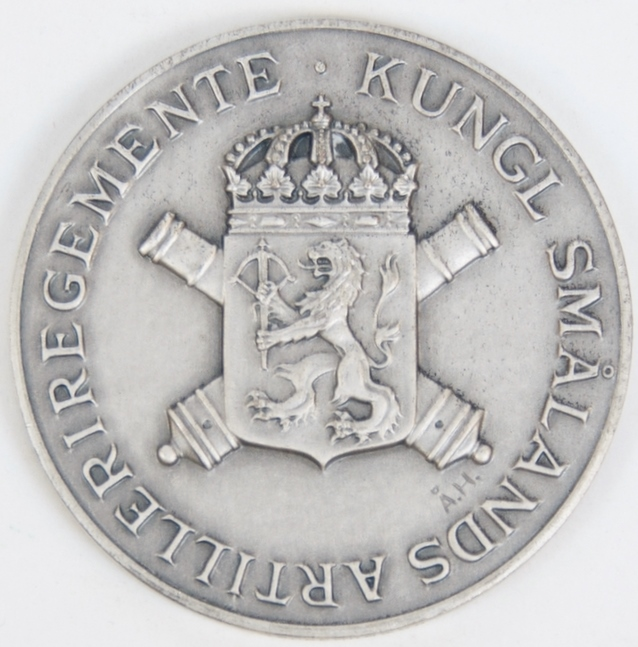
Förtjänstmedalj i silver.
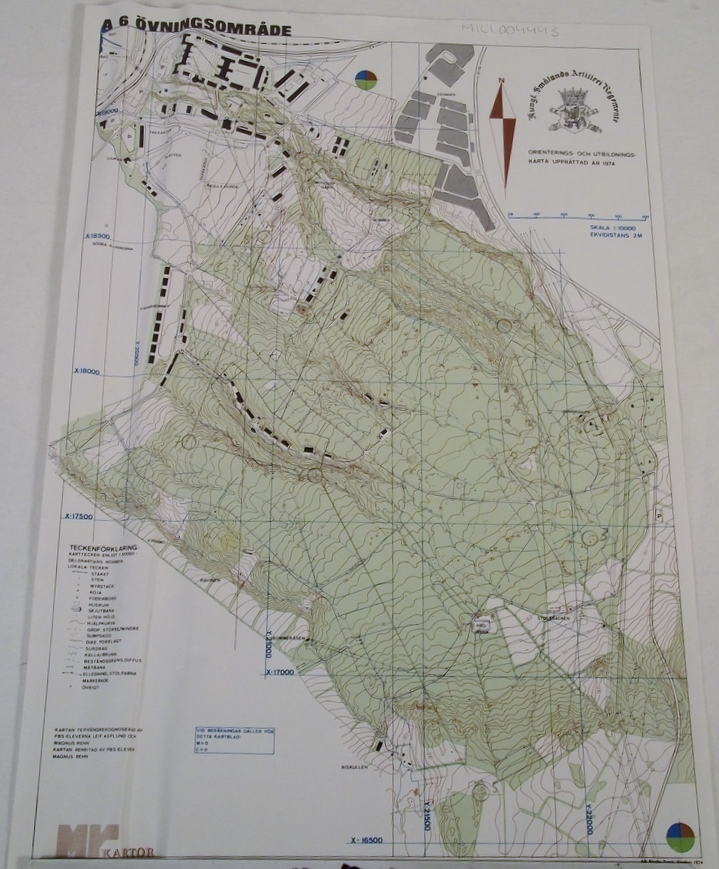
Orienterings- och utbildningskarta över A 6 från 1974.